# Carl Heinrich Biber
Carl Heinrich Biber (Salzburgo,  4 de setembro de 1681 — 19 de novembro de 1749) foi um violinista e compositor do barroco tardio.
Foi o sexto filho de Heinrich Ignaz Franz von Biber, e recebeu a sua formação musical com seu pai. A partir de 1714 ele foi vice-mestre de capela (Kapellmeister) na Corte de Salzburgo.
Foi supervisor de Leopold Mozart.
O seu trabalho consiste, principalmente em missas e outras obras litúrgicas.